# Uroczyste posiedzenie Sejmu
Uroczyste posiedzenie Sejmu – rodzaj posiedzenia Sejmu zwoływanego w szczególnych okolicznościach. Najczęściej uroczysty charakter mają posiedzenia zwołane specjalnie w celu uczczenia pamięci osoby, ważnego wydarzenia lub jego rocznicy albo z okazji wizyty gościa zagranicznego. Na uroczystym posiedzeniu może zostać  podjęta okolicznościowa uchwała. Od 1989 roku, tego rodzaju posiedzenia zwoływane są bardzo rzadko, ponieważ ich rolę przejęły wspólne posiedzenia Sejmu i Senatu oraz posiedzenia Zgromadzenia Narodowego. Uroczyste posiedzenia procedują na podstawie Regulaminu Sejmu, zaś przewodniczy im Marszałek Sejmu. Uroczyste posiedzenia są numerowane, w taki sposób jak pozostałe posiedzenia Sejmu. Również z ich przebiegu sporządza się protokół i sprawozdanie stenograficzne.

## Uroczyste posiedzenia Sejmu

### II Rzeczpospolita Polska
| Data              | [ 4 ] | [ 5 ] | Charakterystyka posiedzenia                                                          | Przewodniczący      |
| ----------------- | ----- | ----- | ------------------------------------------------------------------------------------ | ------------------- |
| 21 grudnia 1922   | I     | 5     | Posiedzenie zwołane dla uczczenia pamięci Prezydenta Narutowicza                     | Maciej Rataj        |
| 10 listopada 1928 | II    | 28    | Posiedzenie ku uczczeniu dziesięciolecia odzyskanej niepodległości Państwa Polskiego | Ignacy Daszyński    |
| 6 czerwca 1935    | III   | 144   | Hołd Sejmu ś.p. Marszałkowi Piłsudskiemu                                             | Kazimierz Świtalski |

Posiedzenie z 1935 roku odbyło się w Sali Posiedzeń Sejmu, zaś pozostałe – w Sali Sejmu Ustawodawczego.

### Polska Rzeczpospolita Ludowa
| Data             | [ 4 ] | [ 5 ] | Charakterystyka posiedzenia | Przewodniczący   |
| ---------------- | ----- | ----- | --- | ---------------- |
| 21 lipca 1966    | IV    | 9     | Uroczyste uczczenie Tysiąclecia Państwa Polskiego. Przemówienie Władysława Gomułki. Podjęcie uchwały.                                                                           | Czesław Wychech  |
| 21 lipca 1974    | VI    | 21    | Uroczyste Posiedzenie w Trzydziestolecie Polski Ludowej. Przemówienia Edwarda Gierka i Leonida Breżniewa.                                                                       | Stanisław Gucwa  |
| 9 maja 1975      | VI    | 26    | Uroczyste Posiedzenie w 30. rocznicę zwycięstwa nad faszyzmem. Przemówienia Edwarda Gierka, Wojciecha Jaruzelskiego i 13 innych posłów na Sejm. Podjęcie uchwały.               | Stanisław Gucwa  |
| 21 lipca 1978    | VII   | 18    | Uroczyste Posiedzenie dla uczczenia lotu pierwszego Polaka w kosmos. Przemówienia Mirosława Hermaszewskiego, Piotra Klimuka i Edwarda Gierka. Podjęcie uchwały.                 | Stanisław Gucwa  |
| 6 listopada 1978 | VII   | 20    | Upamiętnienie 60. rocznicy odzyskania przez Polskę niepodległości. Przemówienia Edwarda Gierka oraz 12 innych posłów na Sejm                                                    | Stanisław Gucwa  |
| 21 lipca 1984    | VIII  | 54    | Uroczyste Posiedzenie poświęcone uczczeniu czterdziestolecia Polski Ludowej. Przemówienia Wojciecha Jaruzelskiego, Jana Dobraczyńskiego i Nikołaja Tichonowa. Podjęcie uchwały. | Stanisław Gucwa  |
| 11 lipca 1988    | IX    | 36    | Uroczyste Posiedzenie z okazji wizyty Sekretarza Generalnego KC KPZR. Przemówienia Michaiła Gorbaczowa i Wojciecha Jaruzelskiego.                                               | Roman Malinowski |
| 9 listopada 1988 | IX    | 40    | Upamiętnienie 70. rocznicy odzyskania przez Polskę niepodległości. Przemówienia Henryka Jabłońskiego i Ryszarda Bendera.                                                        | Roman Malinowski |

Wszystkie uroczyste posiedzenia odbyły się w Sali Posiedzeń Sejmu.

### III Rzeczpospolita Polska
| Data             | [ 4 ] | [ 5 ] | Charakterystyka posiedzenia | Przewodniczący   |
| ---------------- | ----- | ----- | --- | ---------------- |
| 29 kwietnia 2000 | III   | 77    | Uroczyste Posiedzenie sejmu w 1000. rocznicę Zjazdu Gnieźnieńskiego. Przemówienia kard. Józefa Glempa, abpa Henryka Muszyńskiego oraz 9 posłów w imieniu klubów i kół parlamentarnych. Podjęcie uchwały. | Maciej Płażyński |

Posiedzenie odbyło się w auli Muzeum Początków Państwa Polskiego w Gnieźnie. Tym samym, po raz pierwszy od 1831 roku, Sejm zebrał się poza Warszawą.
11 września 2009 roku, w Sali Posiedzeń Sejmu obyło się Uroczyste Spotkanie z okazji 20. rocznicy powstania rządu Premiera Tadeusza Mazowieckiego. Formalnie nie było ono posiedzeniem Sejmu, lecz przyjęta została na nim uchwała Sejmu. Spotkaniu przewodniczył Marszałek Sejmu Bronisław Komorowski, a przemówienia wygłosili Jerzy Buzek, Donald Tusk i Tadeusz Mazowiecki. Ponadto Szef Kancelarii Prezydenta Władysław Stasiak, odczytał list od prezydenta Lecha Kaczyńskiego. Z Uroczystego spotkania sporządzono oficjalne sprawozdanie stenograficzne.